# Anna Conrads

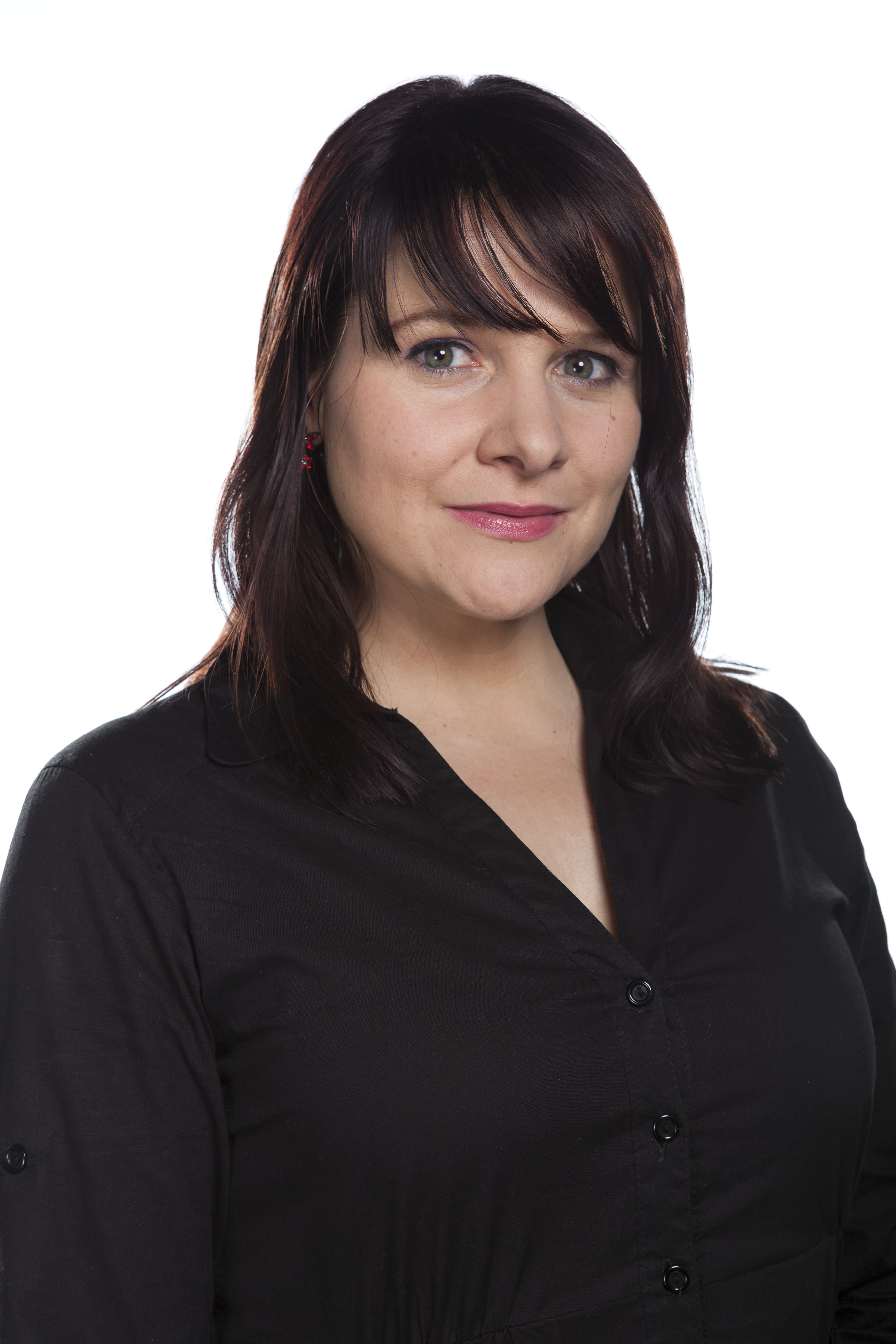
Anna Conrads (2011)

Anna Conrads (* 17. Februar 1979 in Neuss) ist eine deutsche Politikerin (Die Linke). 

## Leben
Anna Conrads wuchs in Neuss auf, wo sie zunächst die Martin-Luther-Grundschule und dann das Nelly-Sachs-Gymnasium besuchte. Später wechselte sie zum Gymnasium Norf, wo sie 1998 das Abitur ablegte. Im selben Jahr begann sie ein Studium der Politikwissenschaften an der Universität Duisburg-Essen, das sie Anfang 2006 abschloss. Während ihres Studiums arbeitete sie für ein Mülheimer Lokalradio sowie Duisburger Bürgerfunkprojekte. Ab 2006 arbeitete sie für die nordrhein-westfälische Landesgruppe der Bundestagsfraktion Die Linke. Dem Landtag von Nordrhein-Westfalen gehörte sie von 2010 bis 2012 an. 
Conrads wurde Mitglied bei den JungdemokratInnen/Junge Linke und war in der Friedensbewegung sowie in antifaschistischen Bündnissen aktiv. Von 1999 bis 2001 vertrat sie die PDS/Offene Liste im Kulturausschuss der Stadt Duisburg. Sie war Präsidentin des Studierendenparlaments der Universität Duisburg-Essen. Für die Rosa-Luxemburg-Stiftung gab sie Seminare zu politischer Öffentlichkeitsarbeit und Kommunalpolitik. 
Bei den Landtagswahlen 2010 zog sie über den Listenplatz sieben ins Parlament ein. In ihrem Direktwahlkreis Duisburg III erzielte sie das landesweit beste Erst- und Zweitstimmenergebnis ihrer Partei. Als politische Schwerpunkte gab sie bei ihrer Kandidatur für die Landtagswahlen die Innen- und Bildungspolitik an. Anna Conrads ist Mitglied der Linksjugend ['solid], der Gewerkschaft ver.di sowie der Rechtshilfeorganisation Rote Hilfe, die vom Verfassungsschutz als linksextremistisch eingestuft wird. Bei der Landtagswahl in Nordrhein-Westfalen 2012 zog die Linkspartei nicht wieder in den Landtag ein.